# Grundlagen der Geometrie
Grundlagen der Geometrie (Fondamenti della geometria) è un volume pubblicato da David Hilbert nel 1899, il quale ottenne un successo tale da influenzare molti sviluppi della matematica del XX secolo.
Lo scopo dell'autore è quello di fornire un rigore e un formalismo assiomatico (confrontabili con quelli dell'algebra e dell'analisi matematica) anche alla geometria, disciplina che durante tutto il XIX secolo aveva avuto un progresso senza precedenti, aveva raggiunti numerosi e importanti risultati, si poneva obiettivi ambiziosi (v. Programma di Erlangen), ma che era ancora priva di basi logicamente solide.
Negli Elementi Euclide utilizza una struttura deduttiva, ma spesso si serve di definizioni di significato e di assunzioni che rimarranno implicite; inoltre, in alcuni momenti, manca di rigore logico.
Hilbert, cosciente del fatto che in matematica non tutti gli enti possono essere oggetto di definizioni rigorose, si serve di tre oggetti di base che lascia non definiti: il punto, la linea ed il piano; utilizza inoltre sei relazioni indefinite: essere su, essere in, essere tra, essere congruente con, essere parallelo a, essere continuo.
Nell'opera seguono poi venti assiomi, oggi chiamati Assiomi di Hilbert, nei quali intervengono otto relazioni di incidenza, quattro proprietà di ordinamento, cinque relazioni di congruenza, due di continuità e, infine, un postulato sul parallelismo, essenzialmente equivalente al postulato euclideo.
Non è corretto attribuire a tutti gli enti non definiti formalmente proprietà differenti da quelle indicate negli assiomi; le relazioni diventano a questo punto semplici corrispondenze.
Il risultato di tale opera di assiomatizzazione è il raggiungimento di un grado di elevata astrazione, ben superiore per consapevolezza e robustezza logica a quello della geometria pre-hilbertiana.
I Grundlagen der Geometrie sono stati i pionieri di una "scuola assiomatica", di un nuovo modo di affrontare la geometria; numerosi sono infatti stati i testi successivi che propongono come punto di partenza differenti insiemi di assiomi, alternativi a quelli di Hilbert.
Il volume in esame ha inizio con una frase di Kant:
"Ogni conoscenza umana parte da intuizioni, procede attraverso concetti e culmina in idee"; su tale pensiero si articola la riflessione di Hilbert, il quale però si pone decisamente in una visione opposta al pensiero di Kant. I risultati della geometria del XIX secolo, a partire dalla crisi della geometria non euclidea, impongono infatti di abbandonare il livello empirico-intuitivo tipico della geometria classica: punti, rette e piani sono semplicemente elementi di insiemi dati; a tale proposito Hilbert dirà che, al posto di punti, rette e piani, si potrebbe parlare di bicchieri, calici e boccali di birra.
L'idea sottostante ai Grundlagen der Geometrie è stata alla base della posizione filosofica del formalismo in matematica, ed è stata poi estremizzata da alcuni seguaci di Hilbert, fino all'affermazione che la matematica è un gioco privo di significato, con contrassegni privi di significato, secondo regole formali che richiedono solo di essere concordate in partenza.